# Shunki Takahashi
Shunki Takahashi (jap. 高橋 峻希, Takahashi Shunki; * 4. Mai 1990 in Asaka, Präfektur Saitama) ist ein japanischer Fußballspieler.

## Karriere

### Verein
Shunki Takahashi erlernte das Fußballspielen in der Jugendmannschaft der Urawa Red Diamonds. Hier unterschrieb er 2009 auch seinen ersten Profivertrag. Der Verein aus Urawa-ku, einem Stadtbezirk der japanischen Stadt Saitama, spielte in der höchsten japanischen Liga, der J1 League. Von Juli 2012 bis Januar 2014 wurde er an JEF United Ichihara Chiba ausgeliehen. Mit dem Verein aus Ichihara spielte er in der zweiten Liga, der J2 League. Hier absolvierte er 50 Zweitligaspiele. Nach Vertragsende bei den Diamonds wechselte er 2014 zum Erstligaaufsteiger Vissel Kōbe nach Kōbe. Bis Ende 2018 stand er 119-mal für Vissel in der ersten Liga auf dem Spielfeld. 2019 unterschrieb er einen Vertrag beim Erstligaabsteiger Kashiwa Reysol in Kashiwa. Mit Kashiwa wurde er Meister der zweiten Liga und stieg in die erste Liga auf. Nach insgesamt 48 Zweit- und Erstligaspielen wechselte er im Januar 2022 zum Zweitligisten V-Varen Nagasaki.

### Nationalmannschaft
Shunki Takahashi spielte 2011 einmal in der japanischen U23-Nationalmannschaft.

## Erfolge
Kashiwa Reysol
- Japanischer Zweitligameister: 2019  ▲